# Дай Грін
Девід Томас «Дай» Грін (англ. David Thomas "Dai" Greene; нар. 11 квітня 1986) — британський легкоатлет валлійського походження, який спеціалізувався в бар'єрному бігу.

## Спортивні досягнення
Фіналіст двох дисциплін (біг на 400 метрів з бар'єрами та естафетий біг 4×400 метрів) на Олімпійських іграх-1992, у кожній з яких був четвертим.
Чемпіон світу з бігу на 400 метрів з бар'єрами (2011). Срібний призер чемпіонату світу з естафетного бігу 4×400 метрів (2009). Фіналіст (7-е місце) з бігу на 400 метрів з бар'єрами на чемпіонаті світу-2009.
Переможець Континентального кубку з бігу на 400 метрів з бар'єрами (2010).
Чемпіон Діамантової ліги з бігу на 400 метрів з бар'єрами (2011).
Чемпіон Ігор Співдружності з бігу на 400 метрів з бар'єрами (2010).
Чемпіон Європи з бігу на 400 метрів з бар'єрами (2010).
Переможець (2009, 2010, 2011) та срібний призер (2013) з бігу на 400 метрів з бар'єрами на командних чемпіонатах Європи.
Чемпіон Європи серед молоді з бігу на 400 метрів з бар'єрами (2007).
Срібний призер чемпіонату Європи серед юніорів з бігу на 400 метрів з бар'єрами (2005).
Багаторазовий чемпіон Великої Британії з бігу на 400 метрів з бар'єрами.